# Monte Maglione
El monte Maglione es una montaña baja ubicada a 1 milla náutica (2 km) al noreste del monte Ekblaw en las montañas Clark de la Tierra de Marie Byrd, Antártida. Su mapa fue producido por el United States Geological Survey a partir de relevamientos y fotografías aéreas tomadas por la Marina de los Estados Unidos, 1959–65, y fue nombrado por el Comité Asesor de Nombres Antárticos en honor al teniente Charles R. Maglione, de la reserva de la marina de Estados Unidos, y navegador del avión LC-130F Hercules durante la Operación Deep Freeze en 1968.